# Heinz von Jaworsky
Heinz von Jaworsky (* 18. Mai 1912 in Berlin; † 17. Juli 1999 im US-Bundesstaat New York, USA) war ein deutscher Kameramann, zumeist eingesetzt bei Spezial-, Dokumentar- und Wochenschauaufnahmen.

## Leben und Wirken
Der Kaufmannssohn hatte die Oberrealschule besucht und anschließend das Abitur bestanden. Nebenbei ließ er sich an der Akademie für bildende Künste in Malerei ausbilden. 1930 begann er seine filmische Laufbahn als Assistent des Kameramanns Hans Schneeberger, dem er bis 1934 (zuletzt bei Hermine und die sieben Aufrechten) zuarbeitete. In dieser Funktion war Jaworsky 1931 auch an der Entstehung von Leni Riefenstahls Regiedebüt Das blaue Licht sowie an einem Film von Arnold Fanck mit Riefenstahl als Schauspielerin, SOS Eisberg, beteiligt.
An der Seite Schneebergers debütierte Jaworsky Ende 1934 bei dem halbdokumentarischen Film Wunder des Fliegens als Co-Chefkameramann. Bereits dort bewies er sein Geschick für Flugaufnahmen, und Jaworsky wurde fortan vor allem für Spezialaufnahmen – überwiegend rund um die Fliegerei – eingesetzt. In diesem Bereich brachte er es 1940/41 bei zwei klassischen Fliegerfilmen, dem propagandistischen Kampfgeschwader Lützow wie auch dem Rühmann-Klassiker Quax, der Bruchpilot, zu höchster Perfektion. Auch Jaworskys andere Spiel- und Dokumentarfilme im Dritten Reich waren überwiegend regimestützender wenn nicht gar offen propagandistischer (Pour le Mérite, D III 88, Feldzug in Polen) Natur. 1935/36 diente er auch Luis Trenker, den Jaworsky bereits zu seinen Assistenzzeiten kennengelernt hatte, bei den Amerika-Aufnahmen von Der Kaiser von Kalifornien, und im Jahr darauf Riefenstahl als einer von mehreren Dutzend Kameraleuten bei ihrem zweiteiligen Olympia-Film.
1941 wurde er eingezogen und als Kameramann für Luftaufnahmen zur Luftwaffe abkommandiert. Zahlreiche Jaworsky-Aufnahmen wurden in der reichsdeutschen Wochenschau verwendet. Seine letzte filmische Tätigkeit im Dritten Reich war im Winter 1944/45 die Trickaufnahmen zu Wolfgang Liebeneiners ambitionierter, unvollendet gebliebenen Großproduktion Das Leben geht weiter. 1945/46 diente Jaworsky, der über gute Englischkenntnisse verfügte, als Dolmetscher im US Press Center, ehe er 1946 zum Film zurückkehrte. Dort fand er zunächst Beschäftigung als Kameramann bei der DEFA-Wochenschau Der Augenzeuge. Zum Jahresbeginn 1948 fotografierte er für den Schweizer Produzenten Heinrich Fueter im Rahmen einer schwedisch-schweizerischen Gemeinschaftsproduktion als einer von sieben Kameraleuten die Olympischen Winterspiele von St. Moritz.
Im Februar 1952 übersiedelte Heinz von Jaworsky mit Ehefrau Eva und dem zweijährigen Sohn Daniel in die USA und ließ sich dort nieder. In New York (78th Street, Jackson Heights) ansässig, fotografierte er fortan fast ausschließlich Wochenschaubeiträge sowie Werbe- und Industriefilme. Nur bei einigen wenigen Fällen, in denen für deutsche Spielfilme US-amerikanische Locations benötigt wurden, holte man Jaworsky hinter die Kamera und ließ ihn die amerikanischen Vor-Ort-Szenen (wie etwa bei Spion für Deutschland und dem Jerry-Cotton-Produkt Dynamit in grüner Seide) drehen.
Jaworsky, der sich in den USA Henry V. Javorsky nannte und dort im Mai 1957 die US-amerikanische Staatsbürgerschaft angenommen hatte, lebte zuletzt in Hollis, Queens, US-Bundesstaat New York.

## Filmografie
| - 1933: Der Traum vom Rhein - 1934: Der Springer von Pontresina - 1935: Wunder des Fliegens (Dokumentarfilm) - 1936: Der Kaiser von Kalifornien - 1936: Jugend der Welt (Dokumentarfilm von den Olymp. Winterspielen) - 1936: Verräter - 1936/38: Olympia (zweiteiliger Dokumentarfilm) - 1937: Gewitterflug zu Claudia - 1938: Pour le Mérite - 1938: Die Hundert Mark sind weg (Kurzfilm) - 1939: Der Westwall (propagandistischer Dokumentarfilm) - 1939: D III 88 - 1939: Feldzug in Polen (propagandistischer Dokumentarfilm) - 1939: Feuertaufe (propagandistischer Dokumentarfilm) - 1940: Kampf um Norwegen – Feldzug 1940 (propagandistischer Dokumentarfilm) - 1940: Kampfgeschwader Lützow | - 1941: Quax, der Bruchpilot - 1945: Das Leben geht weiter (unvollendet, Trickaufnahmen) - 1946: Berlin im Aufbau (Kurzdokumentarfilm) - 1946: Musikalischer Besuch (Kurzdokumentarfilm) - 1946: Einheit SPD-KPD (Kurzdokumentarfilm) - 1946: Allez hopp (unvollendet) - 1947: Sowjetische Künstler zu Besuch (Kurzdokumentarfilm) - 1947: Sachsenhausen-Prozeß (Kurzdokumentarfilm) - 1948: Olympia St. Moritz 1948 (Dokumentarfilm von den Olymp. Winterspielen) - 1950: HO-Helferin zum besseren Leben (Kurzdokumentarfilm) - 1950: Zu einem neuen Deutschland (Dokumentarfilm) - 1950: Neues Deutschland (Kurzdokumentarfilm) - 1956: Spion für Deutschland - 1956: Crashing the Water Barrier (Kurzdokumentarfilm) - 1967: Dynamit in grüner Seide (Kamera 2. Stab, Spezialaufnahmen) |